# Bouillé-Saint-Paul
Bouillé-Saint-Paul ist eine Commune déléguée in der französischen Gemeinde Plaine-d’Argenson mit 378 Einwohnern (Stand: 1. Januar 2022) im Département Deux-Sèvres in der Region Nouvelle-Aquitaine. Die Einwohner werden Bouilléens genannt.
Die Gemeinde Bouillé-Saint-Paul wurde am 1. Januar 2017 mit Massais und Cersay zur neuen Gemeinde Val en Vignes zusammengeschlossen. Sie gehörte zum Arrondissement Bressuire und zum Kanton Le Val de Thouet.

## Lage
Bouillé-Saint-Paul liegt etwa 24 Kilometer nordöstlich von Bressuire am Fluss Argenton, der die Gemeinde im Osten begrenzte. Umgeben wurde die Gemeinde Bouillé-Saint-Paul von den Nachbargemeinden Cersay im Norden und Westen, Bouillé-Loretz im Norden und Nordosten, Argenton-l’Église im Osten, Mauzé-Thouarsais im Südosten und Süden sowie Massais im Süden und Südwesten.

## Bevölkerungsentwicklung
| Jahr                       | 1962 | 1968 | 1975 | 1982 | 1990 | 1999 | 2006 | 2013 |
| Einwohner                  | 649  | 560  | 539  | 481  | 398  | 360  | 420  | 418  |
| Quellen: Cassini und INSEE |      |      |      |      |      |      |      |      |

## Sehenswürdigkeiten
- Kirche Saint-Paul

## Weinbau
Der Ort liegt im Weinbaugebiet Anjou.